# Alex Halberstadt
Alex Halberstadt es un escritor y periodista estadounidense.
Creció en Moscú y en 1980 llegó a Estados Unidos, donde se instaló con su familia en Nueva York. Estudió en el Stuyvesant High School, el Oberlin College y la Universidad de Columbia.

## Carrera
Halberstadt ha publicado artículos en The New York Times Magazine, The New Yorker, The New York Times Book Review, GQ, Travel + Leisure, Saveur, Food & Wine, New York Magazine, Grand Street, The Washington Post, Lucky Peach, The Paris Review y otros.
Young Heroes of the Soviet Union (Jóvenes héroes de la Unión Soviética, Editorial Impedimenta, 2022), sus memorias familiares, fue seleccionado por el equipo editorial del New York Times Book Review y publicadas en The New Yorker. La crítica de The New Yorker, Jennifer Szalai, lo definió como "un relato afectuoso y triste, pero también escéptico, sorprendente y a menudo muy divertido", y añadió: "Es la inesperada especificidad de las observaciones de Halberstadt lo que hace que estas memorias sean tan exuberantes y conmovedoras".
La biografía de Halberstadt, aclamada por la crítica, Lonely Avenue: the Unlikely Life and Times of Doc Pomus, fue elegida por el editor del New York Times Book Review y el mejor libro de 2007 por The Times (Londres). Ben Folds y Nick Hornby la citaron como inspiración para su álbum en colaboración Lonely Avenue.
Los escritos de Halberstadt para revistas fueron antologados en Best Food Writing 2014 y Best American Food Writing 2018. En 2013 y 2014 fue nominado a un premio James Beard, y apareció en el New Yorker Festival 2013. Ha recibido becas de The MacDowell Colony, Yaddo y Art OMI en Ledig House. Imparte clases en la Universidad de Nueva York.

## Obra
Lonely Avenue: the Unlikely Life and Times of Doc Pomus. Da Capo Press. 2007.
Young Heroes of the Soviet Union.Random House. 2020. Jóvenes héroes de la Unión Soviética, Impedimenta, 2023. Traducción de Jon Bilbao.